# Psycho (canción de Post Malone)
«Psycho» —en español: Psicópata—  es una canción grabada por el cantante estadounidense Post Malone, con la voz del cantante estadounidense Ty Dolla Sign. Fue lanzado a través de Republic Records el 23 de febrero de 2018, como el tercer sencillo del segundo álbum de estudio de Malone, Beerbongs & Bentleys (2018). Los artistas coescribieron la canción con Louis Bell, quien la coprodujo con Malone. Líricamente, la canción analiza el estilo de vida de Malone y explora el tema de la fama excesiva y los problemas de confianza. La canción entró en el número dos del Billboard Hot 100 de EE. UU. detrás de «God's Plan» de Drake y alcanzó el número uno en junio de 2018.

## Lanzamiento y promoción
Post Malone dio a conocer un primer adelanto de la canción el 4 de enero de 2017, mediante un video en el que se le ve interpretándola en un estudio de grabación. Más de un año después, el 21 de febrero de 2018, compartió un fragmento de 30 segundos a través de su cuenta de Twitter, destacando su propio verso en la canción.La portada del sencillo incluye la imagen de un lobo y una excavadora; esta última lleva inscritas las palabras "Posty Co.". Además, el lanzamiento de "Psycho" fue acompañado por una línea oficial de productos promocionales, que incluyó tres modelos distintos de camisetas de manga larga.

## Composición
Según Billboard y Spin, la canción tiene un ritmo de trap lento y se parece melódicamente a la canción de Post Malone de 2015 «White Iverson».

## Recepción de la crítica
Sheldon Pearce de Pitchfork consideró que la canción era una combinación de "algunos de los raps menos interesantes que puedas imaginar" y "una decepción que no se rendirá", y escribió que "utiliza conceptos que se han reproducido en el hip-hop durante años". Patrick Hosken de MTV News opinó que la canción "encuentra una vibra nocturna que, lejos de la locura de las guitarras crujientes, se despliega como una fría celebración del lujo". Mitch Findlay de HotNewHipHop escribió que "continúa la fórmula establecida por el sencillo anterior «Rockstar» de Post Malone", y que comparten "algunas similitudes melódicas", describiendo «Psycho» como "más tenue" en comparación. La pista fue nombrada la peor canción de 2018 por Time.

## Video musical
El video musical oficial de "Psycho" fue lanzado el 22 de marzo de 2018 en el canal de YouTube Vevo de Post Malone. Fue dirigida por James DeFina. Cuenta con Malone montado en un transporte blindado de personal FM103 Spartan, luchando contra un lobo con un lanzallamas, y Malone con Sign en medio de los restos de un avión en ruinas. Hasta octubre de 2020, el video ha recibido más de 800 millones de visitas en YouTube.

## Créditos y personal
Créditos adaptados de Tidal.
- Post Malone - producción, programación, voz
- Ty Dolla Sign - voz
- Louis Bell - producción, programación, ingeniería de grabación, producción vocal
- Manny Marroquin - mezcla

## Posicionamiento en listas
| Lista (2018)                                | Mejor posición |
| ------------------------------------------- | -------------- |
| Australia (ARIA)                            | 1              |
| Austria (Ö3 Austria Top 40)                 | 5              |
| Bélgica (Flandes) (Ultratop 50)             | 15             |
| Bélgica (Valonia) (Ultratip Bubbling Under) | 1              |
| Canadá (Canadian Hot 100)                   | 1              |
| Colombia (National-Report)                  | 89             |
| República Checa (Singles Digitál Top 100)   | 4              |
| Dinamarca (Tracklisten)                     | 2              |
| El Salvador (Monitor Latino)                | 14             |
| Finlandia (OFC)                             | 4              |
| Francia (SNEP)                              | 39             |
| Alemania (Offizielle Deutsche Charts)       | 6              |
| Grecia (IFPI Greece)                        | 4              |
| Hungría (Single Top 40)                     | 27             |
| Hungría (Stream Top 40)                     | 2              |
| Irlanda (IRMA)                              | 2              |
| Italia (FIMI)                               | 18             |
| Líbano (Lebanese Top 20)                    | 16             |
| Malasia (RIM)                               | 6              |
| Países Bajos (Dutch Top 40)                 | 18             |
| Países Bajos (Mega Single Top 100)          | 8              |
| Nueva Zelanda (Recorded Music NZ)           | 2              |
| Noruega (VG-lista)                          | 2              |
| Portugal (AFP)                              | 3              |
| Escocia (Scottish Singles Sales Chart)      | 23             |
| Singapur (RIAS)                             | 19             |
| Eslovaquia (Singles Digitál Top 100)        | 1              |
| España (PROMUSICAE)                         | 62             |
| Suecia (Sverigetopplistan)                  | 1              |
| Suiza (Schweizer Hitparade)                 | 11             |
| Reino Unido (UK Singles Chart)              | 4              |
| Estados Unidos (Billboard Hot 100)          | 1              |
| Estados Unidos (Adult Top 40)               | 36             |
| Estados Unidos (Dance/Mix Show Airplay)     | 5              |
| Estados Unidos (Hot R&B/Hip-Hop Songs)      | 1              |
| Estados Unidos (Mainstream Top 40)          | 1              |
| Estados Unidos (Rhythmic)                   | 1              |

| Lista (2018)                                      | Posición |
| ------------------------------------------------- | -------- |
| Australia (ARIA)                                  | 7        |
| Austria (Ö3 Austria Top 40)                       | 57       |
| Bélgica (Ultratop Flandes)                        | 70       |
| Canadá (Canadian Hot 100)                         | 8        |
| Dinamarca (Tracklisten)                           | 17       |
| Estonia (IFPI)                                    | 11       |
| Francia (SNEP)                                    | 170      |
| Alemania (Official German Charts)                 | 74       |
| Irlanda (IRMA)                                    | 24       |
| Italia (FIMI)                                     | 91       |
| Países Bajos (Single Top 100)                     | 70       |
| Nueva Zelanda (Recorded Music NZ)                 | 4        |
| Portugal (AFP)                                    | 18       |
| Corea del Sur Internacional (Gaon)                | 100      |
| Suecia (Sverigetopplistan)                        | 14       |
| Suiza (Schweizer Hitparade)                       | 89       |
| Reino Unido Singles (Official Charts Company)     | 22       |
| Estados Unidos Billboard Hot 100                  | 6        |
| Estados Unidos Dance/Mix Show Airplay (Billboard) | 15       |
| Estados Unidos Hot R&B/Hip-Hop Songs (Billboard)  | 4        |
| Estados Unidos Mainstream Top 40 (Billboard)      | 12       |
| Estados Unidos Rhythmic (Billboard)               | 5        |
| Lista (2019)                                      | Posicioó |
| Estados Unidos Rolling Stone Top 100              | 100      |

| Lista (2010–2019)                                | Posición |
| ------------------------------------------------ | -------- |
| Estados Unidos Billboard Hot 100                 | 79       |
| Estados Unidos Hot R&B/Hip-Hop Songs (Billboard) | 50       |

## Certificaciones
| País (Organismo certificador) | Certificaciones | Ventas certificadas | Ref.   |
| ----------------------------- | --------------- | ------------------- | ------ |
| Australia (ARIA)              | 5× Platino      | 350 000             | [ 83 ] |
| Estados Unidos (RIAA)         | Diamante        | 10 000 000          | [ 84 ] |

## Historial de versiones
| Región         | Fecha                 | Formato                     | Sello    | Ref.   |
| -------------- | --------------------- | --------------------------- | -------- | ------ |
| Varios         | 23 de febrero de 2018 | descarga digital streaming  | Republic | [ 20 ] |
| Estados Unidos | 27 de febrero de 2018 | Radio rítmica contemporánea | Republic | [ 85 ] |